# Зелёная миля (роман)
«Зелёная ми́ля» (англ. The Green Mile) — тридцатый роман американского писателя Стивена Кинга в жанре психологической драмы с элементами тёмного фэнтези и южной готики. Был опубликован в 1996 году; при этом роман выходил по частям.
В 1999 году роман был экранизирован.

## Сюжет
История повествуется от лица Пола Эджкомба — бывшего надзирателя федеральной тюрьмы «Холодная гора» в штате Луизиана, а в настоящее время обитателя дома престарелых «Джорджия Пайнс» под Атлантой (штат Джорджия). Пол пишет мемуары (которые он потом показывает своей подруге Элейн Коннелли) о событиях 64-летней давности.
1932 год. Пол — старший надзиратель тюремного блока «Е», в котором содержатся приговорённые к смертной казни на электрическом стуле. В тюрьме этот блок, застеленный линолеумом цвета перезрелого лайма, называют «Зелёная миля» (по аналогии с «Последней милей», которую приговорённый проходит в последний раз).
В обязанности Пола входит проведение казней. Надзиратели Гарри Тервиллигер, Брутус «Зверюга» Хоуэлл и Дин Стэнтон, которые помогают ему в этом, выполняют свою работу, придерживаясь негласного правила «Зелёной мили»: «Наша работа — говорить, а не кричать».
Особняком в команде Пола стоит надзиратель Перси Уэтмор — молодой, трусливый и жестокий садист; он развлекается, издеваясь над заключёнными, и мечтает о том дне, когда лично проведёт казнь. Несмотря на всеобщее омерзение, которое он вызывает на «Зелёной миле», Перси чувствует себя в полной безопасности — он племянник жены губернатора штата.
На момент повествования в блоке «Е» ожидают казни два смертника — индеец племени чероки Арлен Биттербак по прозвищу «Вождь» (приговорённый к смерти за убийство в пьяной драке) и Артур Фландерс по кличке «Президент» (получивший приговор за убийство собственного отца с целью получения страховых выплат). После того как «Вождь» проходит по «Зелёной миле» и садится на «Старую замыкалку» (англ. Old Sparky; так называют в тюрьме электрический стул), а «Президента» переводят в блок «C» для отбывания пожизненного заключения, в блок «E» прибывает француз Эдуард Делакруа, приговорённый к смерти за изнасилование и убийство девушки и непредумышленное убийство ещё 6 человек. Вторым прибывает Джон Коффи, темнокожий мужчина более двух метров ростом и весом около 200 килограммов, по поведению скорее похожий на умственно отсталого ребёнка, чем на взрослого человека. В сопроводительных документах указано, что Джон Коффи признан виновным в изнасиловании и убийстве двух девочек-близняшек Кэти и Коры Деттериков.
Ещё до прибытия Делакруа и Коффи на «Зелёной миле» появляется маленький мышонок. Неизвестно откуда взявшись в тюрьме, он всякий раз неожиданно появляется и исчезает, демонстрируя ум и сообразительность, не свойственные мышам. Перси Уэтмор каждый раз впадает в бешенство при появлении мышонка и пытается его убить, но тот всегда успевает ускользнуть. Позже Делакруа удаётся приручить мышонка и он даёт ему имя «Мистер Джинглес». Зверёк становится любимцем всей «Зелёной мили» (единственный, кто не разделяет общего отношения к мышонку — Перси Уэтмор); получив разрешение оставить мышонка в камере, Делакруа обучает его различным трюкам.
Третьим в блок «Е» прибывает Уильям Уэртон, также известный как «Крошка Билли» и «Дикий Билл», осуждённый за грабёж и убийство 3 человек. Уэртон по прибытии в блок едва не убивает Дина своими наручниками, а в камере начинает вести себя антисоциально и всячески раздражать надзирателей блока, из-за чего он постоянно отправляется в изолятор.
Пол — близкий друг начальника тюрьмы Хола Мурса. В семье Мурса трагедия — у его жены Мелинды обнаружена неоперабельная опухоль мозга. Надежды на излечение нет, и Мурс делится с Полом своими переживаниями. У самого Пола также проблемы со здоровьем — он страдает воспалением мочевого пузыря. Именно болезнь Пола позволяет Джону Коффи проявить свои сверхъестественные способности — прикоснувшись к Полу, Джон Коффи поглощает болезнь как некую субстанцию, а затем выпускает её из себя в виде тучи пыли, похожей на насекомых. Удивительное исцеление заставляет Пола сомневаться в виновности Джона Коффи — Господь не мог дать такой дар убийце.
Тем временем обстановка в блоке «Е» накаляется. Уэртон подкарауливает потерявшего осторожность Перси Уэтмора, хватает его через решётку и целует в ухо. От испуга Перси мочится в штаны, а Делакруа, наблюдавший эту сцену, не может удержаться от смеха. В отместку за своё унижение Перси убивает «Мистера Джинглеса», но Джон Коффи снова проявляет свой дар и возвращает мышонка к жизни.
Пол и «Зверюга», возмущённые поведением Перси, требуют, чтобы тот убирался с «Зелёной мили». Перси ставит условие — если ему разрешат руководить казнью Делакруа, он переведётся в психиатрическую лечебницу «Брайр-Ридж», работа в которой считается для надзирателя престижной. Не видя другого способа избавиться от Перси Уэтмора, Пол соглашается. В итоге казнь Делакруа превращается в кошмар — Перси намеренно не намочил губку в соляном растворе, из-за чего Делакруа буквально сгорает заживо; «Мистер Джинглес» во время казни Делакруа исчезает из блока.
Понимая, что Мелинде Мурс, так же, как и Джону Коффи, жить осталось совсем немного, Пол решается на отчаянный шаг — тайно вывезти из тюрьмы приговорённого к смерти заключённого для того, чтобы спасти умирающую женщину; «Зверюга», Дин и Гарри соглашаются помочь Полу. Подогнав к блоку «Е» грузовик, насильно заперев Перси в изолятор (при этом нарядив его в смирительную рубашку) и усыпив «Дикого Билла» снотворным, надзиратели с величайшими предосторожностями выводят Джона Коффи из блока, садятся в грузовик и отправляются к дому начальника тюрьмы.
Джон исцеляет Мелинду, но, поглотив опухоль, он не может избавиться от неё сам, как делал до этого; ему становится плохо. Едва живого, его снова сажают в грузовик и возвращают в тюрьму.
Освободившись от смирительной рубашки, Перси обещает Полу и остальным надзирателям, что подумает о скорейшем переводе в «Брайр-Ридж» и, идя по коридору, слишком близко подходит к камере Джона Коффи, и тот хватает его через решётку и на глазах надзирателей выдыхает поглощённую опухоль в Перси Уэтмора. Сойдя с ума, Перси подходит к камере «Дикого Билла», выхватывает револьвер и расстреливает спящего Уэртона. Последующее расследование смерти Уильяма Уэртона приходит к выводу, что причиной произошедшего стало внезапное помешательство надзирателя. Перси Уэтмора, как и предполагалось, переводят в «Брайр-Ридж», но не в качестве работника, а в качестве пациента.
Джон Коффи объясняет потрясённому Полу причину своего поступка — именно «Дикий Билл» был настоящим убийцей Кэти и Коры Деттериков и теперь его настигла заслуженная кара (Пол убедился в этом ранее, проведя собственное расследование). Понимая, что ему предстоит казнить невиновного человека, Пол предлагает Джону выпустить его, но Джон отказывается — он хочет уйти из жизни, потому что устал от людской злобы и боли, которой в мире слишком много и которую он ощущает вместе с теми, кто её испытывает.
Скрепя сердце, Полу приходится провести Джона Коффи по «Зелёной миле». Его казнь становится последней, которую проводят Пол и его друзья; после неё Пол и «Зверюга» покинули тюрьму «Холодная гора» (впоследствии закрывшуюся в 1933 году) и перевелись в колонию для несовершеннолетних преступников.
На этом Пол завершает свои мемуары. После их прочтения Элейн, которая уже давно живёт рядом с Полом в доме престарелых и считавшая его своим ровесником, задаёт ему вопрос: если на момент описываемых событий (в 1932 году) у Пола было двое взрослых детей, то сколько лет сейчас ему самому, в 1996 году?
Ответ Пола поражает Элейн — он показывает ей мышонка, старого и дряхлого, но живого; это «Мистер Джинглес», которому сейчас 64 года. Самому Полу 104 года. Сверхъестественный дар Джона Коффи дал долгую жизнь им обоим, но Пол считает своё долголетие проклятьем за убийство невиновного. Он остался совершенно один — все его родные и близкие давно умерли, а он продолжает жить.
Последние слова Пола: «Мы все обречены на смерть, все без исключения, я это знаю, но, о Господи, иногда зелёная миля так длинна».

## Персонажи
- Пол Эджкомб — главный герой романа, повествование ведётся от его лица. Родился в 1892 году. Бывший надзиратель блока «Е» тюрьмы «Холодная гора», а в настоящее время 104-летний обитатель дома престарелых «Джорджия Пайнс».
- Джон Коффи — заключённый блока «Е», аутичный, но очень добрый и чувствительный человек. Обладает сверхъестественными способностями. Приговорён к смертной казни за убийство Кэти и Коры Деттериков, которого не совершал.
- Джейнис Эджкомб — жена Пола Эджкомба.
- Элейн Коннелли — верная подруга Пола Эджкомба в доме престарелых «Джорджия Пайнс».
- Брутус (Брут) Хоуэлл («Зверюга») — надзиратель блока «E», близкий друг Пола. Крупный, но, вопреки прозвищу, добродушный человек.
- Гарри Тервиллигер — надзиратель блока «Е», друг Пола.
- Дин Стэнтон — надзиратель блока «Е», друг Пола.
- Перси Уэтмор — надзиратель блока «Е». 21-летний человек с женственной внешностью и омерзительным характером. Любит издеваться над заключёнными. Племянник жены губернатора штата Луизиана.
- Хол Мурс — начальник тюрьмы «Холодная гора», друг Пола.
- Мелинда Мурс — жена Хола Мурса.
- Кёртис Андерсон — заместитель Хола Мурса.
- Эдуард (Дел) Делакруа — заключённый блока «Е», француз. Приручил мышонка «Мистера Джинглеса» и обучил его разным трюкам. Приговорён к смертной казни за изнасилование и убийство девушки и непредумышленное убийство ещё 6 человек.
- «Мистер Джинглес» («Пароход Уилли») — маленький мышонок, неизвестно откуда появившийся в блоке «E». Наделён недюжинным умом и сообразительностью, несвойственным мышам. Становится близким другом Делакруа, который обучает его разным трюкам. После казни Делакруа исчезает из блока, но в конце становится другом Пола.
- Арлен Биттербак («Вождь») — заключённый блока «Е», индеец племени чероки. Приговорён к смертной казни за убийство в пьяной драке.
- Артур Фландерс («Президент») — заключённый блока «Е». Приговорён к смертной казни за убийство своего отца с целью получения страховки.
- Уильям Уэртон («Крошка Билли», «Дикий Билл») — заключённый блока «Е». 19-летний маньяк-убийца. Приговорён к смертной казни за грабёж и убийство 3 человек. Настоящий убийца Кэти и Коры Деттериков.
- Брэдли (Брэд) Доулен — смотритель в доме престарелых «Джорджия Пайнз». По поведению ничем не отличается от Перси Уэтмора (что подмечает сам Пол Эджкомб). Всячески издевается и подтрунивает над Полом.
- Клаус Деттерик — отец Кэти и Коры.
- Маджори Деттерик — мать Кэти и Коры.

## Публикация
- Роман писался частями и изначально издавался отдельными брошюрами:
  - Том 1: Две мёртвые девочки (28 марта 1996; ISBN 978-0451190499)
  - Том 2: Мышь на Миле (25 апреля 1996; ISBN 978-0451190529)
  - Том 3: Руки Коффи (30 мая 1996; ISBN 978-0451190543)
  - Том 4: Скверная смерть Эдуарда Делакруа (27 июня 1996; ISBN 978-0451190550)
  - Том 5: Ночное путешествие (25 июля 1996; ISBN 978-0451190567)
  - Том 6: Коффи на Миле (29 августа 1996; ISBN 978-0451190574)
- Роман получил Премию Брэма Стокера в номинации «Лучший роман» в 1996 году[1].

## Факты
- Роман был вдохновлён реальными событиями, а именно историей Джорджа Стинни-младшего — афроамериканского подростка, казнённого в 14 лет за убийство двух белых девочек. 17 декабря 2014 года он был посмертно оправдан.
- Роман «Зелёная миля» является единственным произведением Кинга, публиковавшимся по частям — этим писатель отдал дань уважения Чарльзу Диккенсу, который также публиковал многие свои произведения по частям.
- Инициалы Джона Коффи (J. C.), как писал сам Кинг, соответствуют инициалам Иисуса Христа (англ. Jesus Christ).
- Вместе с повестью «Рита Хейуорт и спасение из Шоушенка» роман «Зелёная миля» — одно из двух произведений Кинга, действие которых происходит в тюрьме. При этом в обоих случаях герой произведения несправедливо осуждён за убийство двух человек.
- Джон Коффи, исцеляя кого-либо, выплёвывает что-то вроде насекомых. Это напоминает о демоне Вельзевуле, который считается повелителем мух, богом врачевания и в то же время дьяволом[источник не указан 236 дней].

## Экранизация
10 декабря 1999 года на экраны вышла экранизация романа, снятая режиссёром Фрэнком Дарабонтом. Главные роли в ней сыграли Том Хэнкс (Пол Эджкомб), Майкл Кларк Дункан (Джон Коффи), Дэвид Морс (Брут Хоуэлл), Джеффри Деманн (Гарри Тервиллигер), Барри Пеппер (Дин Стэнтон) и Даг Хатчисон (Перси Уэтмор).
Фильм был удостоен множества наград и номинаций, в частности на «Оскар» и «Сатурн», и был положительно воспринят и критиками и зрителями, что привело к его признанию одним из самых «любимых» фильмов, когда-либо снятых.
В феврале 2022 года Стивен Кинг заявил, что не хотел бы увидеть новую экранизацию романа.